# Corti d'appello degli Stati Uniti d'America
Le Corti d'appello degli Stati Uniti d'America sono i tribunali d'appello e intermedi della magistratura federale degli Stati Uniti d'America.

## Storia
L'attuale sistema delle "Corti d'appello" è stato istituito dal 52º Congresso degli Stati Uniti col "Judiciary Act" del 1891.
Sebbene le Corti d'appello siano spesso chiamate "Corti di circuito" (in inglese: circuit courts), non devono essere confuse con le ex "Corti di circuito degli Stati Uniti", che furono attive dal 1789 al 1911, durante il periodo in cui il trasporto sulla lunga distanza era molto meno disponibile, e che erano principalmente tribunali federali di primo grado in fatto di processo civile con «giurisdizione di diversità» e in fatto di principali crimini federali. Avevano anche giurisdizione d'appello sulle Corti distrettuali degli Stati Uniti. Questi tribunali si spostavano periodicamente da un luogo all'altro in «circuiti» per servire la popolazione dispersa nelle città più piccole che esistevano allora.
Il "Judiciary Act" del 1891 trasferì la loro giurisdizione d'appello alle Corti d'appello. Il 1º gennaio 1912 le "Corti di circuito" cessarono di esistere.

## Funzioni e giurisdizione
Le Corti d'appello sono suddivise in 11 circuiti che coprono aree geografiche degli Stati Uniti e ascoltano i ricorsi delle Corti distrettuali federali all'interno della loro giurisdizione; vi sono poi il "circuito del Distretto di Columbia", che copre solo Washington, e il "circuito Federale", che ascolta i ricorsi dei tribunali federali degli Stati Uniti in casi che coinvolgono determinate aree specializzate del diritto. Le Corti d'appello ascoltano anche i ricorsi contro alcune decisioni e normative di agenzie amministrative, con la quota di gran lunga maggiore di questi casi esaminati dal «circuito DC». I ricorsi contro le decisioni delle Corti d'appello possono essere presentati alla Corte suprema degli Stati Uniti d'America.
Le Corti d'appello degli Stati Uniti sono considerati i tribunali più potenti e influenti negli Stati Uniti dopo la Corte suprema. A causa della loro capacità di stabilire un precedente vincolante in circuiti che coprono milioni di cittadini, le Corti d'appello hanno una forte influenza sul diritto statunitense. Inoltre, poiché la Corte suprema sceglie di riesaminare meno del 3% dei 7–8 000 casi depositati annualmente, le Corti d'appello fungono da arbitro finale nella maggior parte dei casi federali. Tuttavia, seppure il precedente di un circuito può influenzare gli altri, non è vincolante al di fuori della propria giurisdizione.
Ci sono attualmente circa 180 giudici a tempo pieno che servono alle Corti d'appello degli Stati Uniti. Come altri giudici federali, sono nominati dal Presidente degli Stati Uniti d'America e confermati dal Senato degli Stati Uniti. Hanno un mandato «a vita», guadagnando (dal 2014) uno stipendio annuo di oltre 200000 $. Il numero effettivo di giudici in servizio varia, sia a causa dei posti vacanti, sia perché i «giudici anziani» che continuano a trattare casi non vengono conteggiati nel numero dei giudici autorizzati.
Il circuito con il minor numero di giudici d'appello è il «Primo circuito», e quello con il maggior numero di giudici d'appello è il «Nono circuito», geograficamente il più grande e popoloso. Il numero di giudici che il Congresso degli Stati Uniti ha autorizzato per ciascun circuito è stabilito dalla legge.

## Sommario
| Emblema | Circuito                         | Giudice della Corte suprema supervisore | Giudici autorizzati | Sede               |
| ------- | -------------------------------- | --------------------------------------- | ------------------- | ------------------ |
|         | 1º circuito                      | Jackson                                 | 6                   | Boston (MA)        |
|         | 2º circuito                      | Sotomayor                               | 13                  | New York (NY)      |
|         | 3º circuito                      | Alito                                   | 14                  | Philadelphia (PA)  |
|         | 4º circuito                      | Roberts (Pres. d. Corte)                | 15                  | Richmond (VA)      |
|         | 5º circuito                      | Alito                                   | 17                  | New Orleans (LA)   |
|         | 6º circuito                      | Kavanaugh                               | 16                  | Cincinnati (OH)    |
|         | 7º circuito                      | Barrett                                 | 11                  | Chicago (IL)       |
|         | 8º circuito                      | Kavanaugh                               | 11                  | Saint Louis (MO)   |
|         | 9º circuito                      | Kagan                                   | 29                  | San Francisco (CA) |
|         | 10º circuito                     | Gorsuch                                 | 12                  | Denver (CO)        |
|         | 11º circuito                     | Thomas                                  | 12                  | Atlanta (GA)       |
|         | 12º circuito - circuito di D.C.  | Roberts (Pres. d. Corte)                | 11                  | Washington (DC)    |
|         | 13º circuito - circuito Federale | Roberts (Pres. d. Corte)                | 12                  | Washington (DC)    |

### Esplicative
1. ↑  Nel diritto degli Stati Uniti d'America, la «giurisdizione di diversità» conferisce ai tribunali federali il potere di esaminare cause che non riguardano una questione federale. Affinché un tribunale federale abbia «giurisdizione di diversità» su una causa, deve esserci «diversità di cittadinanza» tra le parti, il che significa che le parti devono essere residenti di due Stati federati diversi, e l'importo della controversia deve essere superiore a 75000 $.
2. ↑  I «giudici anziani»  (in inglese: senior judges) sono giudici in semi-pensionamento che gestiscono un minor carico di lavoro. Al loro posto, il Presidente può nominare nuovi giudici a tempo pieno.
3. ↑  Ciascun Giudice della Corte suprema è supervisore e «Giudice di circuito» (in inglese: circuit justice) responsabile della gestione di specifiche applicazioni legali, richieste e decisioni procedurali e può occasionalmente sedere come giudice nei circuito assegnato. Ai sensi dello United States Code, §28 – 42, può capitare che, essendo i Giudici meno dei circuiti, un Giudice possa essere assegnato a più di un circuito e due o più possano essere assegnati allo stesso circuito.
4. ↑  Ai sensi dello United States Code, §28 – 1295, la giurisdizione del circuito Federale non è basata su una specifica area geografica, bensì quest’ultimo ha giurisdizione in tutti gli Stati Uniti per alcune specifiche categorie di casi. In virtù di ciò, oltre ai 50 Stati e D.C., il circuito ha giurisdizione anche su Porto Rico, Guam e le Isole Marianne Settentrionali (anche se i tribunali distrettuali degli ultimi due enti non sono effettivamente dei tribunali federali). Di contro, tuttavia, poiché il processo di appello federale non è mai stato codificato nel sistema giudiziario delle Samoa Americane, le questioni di diritto federale di quest’area sono generalmente giudicate nei tribunali distrettuali statunitensi delle Hawaii o del Distretto di Columbia.

### Bibliografiche
1. ↑  (EN) The U.S. Courts of Appeals and the Federal Judiciary, su Federal Judicial Center. URL consultato il 31 gennaio 2023.
2. ↑  (EN) The U.S. Circuit Courts and the Federal Judiciary, su Federal Judicial Center. URL consultato il 31 gennaio 2023.
3. ↑  (EN) G. Edward White, Law in American History, 1: From the Colonial Years Through the Civil War, Oxford University Press, 2012,  p. 197, ISBN 9780190634940.
4. ↑  (EN) The Term and Caseload, su The Supreme Court at Work, Corte suprema degli Stati Uniti d'America. URL consultato il 31 gennaio 2023.
5. ↑  (EN) WHICH COURT IS BINDING? (PDF), in The Writing Center at GULC, Università di Georgetown, 2017. URL consultato il 31 gennaio 2023.
«For example, a decision of the U.S. Court of Appeals for the Ninth Circuit binds the U.S. district courts within the Ninth Circuit, but not federal courts in any other circuit. [Ad esempio, una decisione della Corte d'appello degli Stati Uniti per il Nono circuito vincola le Corti distrettuali statunitensi all'interno del Nono circuito, ma non i tribunali federali di qualsiasi altro circuito.]»
6. ↑  (EN) Judicial Compensation, su U.S. Courts. URL consultato il 31 gennaio 2023.
7. ↑  (EN) Circuit Assignments, su Corte suprema degli Stati Uniti d'America. URL consultato il 2 marzo 2023.